# Piratenpartei Saarland
Die Piratenpartei Saarland ist der Landesverband der Piratenpartei im Saarland. Von 2012 bis 2017 war sie mit einer Fraktion im Landtag des Saarlandes vertreten.

## Programmatik
Die Piratenpartei Saarland unterstützt größtenteils alle Punkte der Bundespartei (Piratenpartei). Kommunal setzen sie sich für Folgendes ein:

### BGE
Die Piratenpartei Saarland setzt sich Für ein Bedingungsloses Grundeinkommen (BGE) ein. Laut der Partei ermöglicht das BGE ein Leben ohne Existenzängste. Auch soll damit Bürokratie abgebaut werden.

### Bildung
Die Piratenpartei Saarland fordert eine Rückkehr zu G9. Begründet wird es damit, dass gute Bildung Zeit für selbstbestimmte Freizeit außerhalb der Schule braucht.
Außerdem fordern sie freie Krippen und Kindergärten, da sonst Nachteile für ärmere Familien entstehen könnten.
Die Piratenpartei Saarland fordert ein Recht für jeden Bachelor-Absolventen auf einen Master-Studienplatz.
Ihrer Meinung nach soll der Zugang zu Lehrinhalten frei sein. Sie wollen den Einsatz von Online-Plattformen, um Lehrinhalte auch besser von zuhause erarbeiten zu können.

### Digitalisierung
Die Piraten im Saarland sind für freies Internet in allen öffentlichen Einrichtungen.
Sie wollen das ganze Saarland mit zukunftsfähigem Breitband ausstatten.
Außerdem wollen sie die Möglichkeiten, Behördengänge online vom heimischen PC aus zu tätigen, deutlich vereinfachen und ausbauen.
Sie fordern auch eine Möglichkeit für Bürger, sich online in die Politik einzubringen.

### Nahverkehr
Die Saarländische Piratenpartei ist für einen fahrscheinlosen ÖPNV.
Sie wollen einen grenzüberschreitenden Bus- und Bahnverkehr in der Großregion.
Ihrer Meinung nach sind autonome Fahrzeuge die Zukunft, und die bestehende Fahrzeugflotte soll mit autonomen Fahrzeugen ergänzt werden.

## Kommunalpolitik
Die Partei gewann bei den Kommunalwahlen am 26. Mai 2019 mehrere Mandate.

### Merchingen

#### Mandatsträger (2 von 9 Sitzen)
- Michael Grauer
- Dirk Huffer

Bei der Kommunalwahl am 26. Mai 2019 bekamen die PIRATEN 38,6 % der Stimmen. Von den gewonnenen 3 Sitzen konnten mangels aufgestellter Kandidaten nur 2 besetzt werden.

### Weiskirchen

#### Mandatsträger (1 von 27 Sitzen)
- Wolfgang Barth (gewählt über die Liste „Grün-Alternative Liste“)

### Rappweiler-Zwalbach

#### Mandatsträger (1 von 9 Sitzen)
- Hans Hirtz (gewählt über die Liste „Grün-Alternative Liste“)

## Piraten im Saarländischen Landtag
Bei der Landtagswahl im Saarland 2012 erreichte die Partei 7,4 Prozent und zog mit vier Abgeordneten in den Landtag des Saarlandes ein. Nach dem Wechsel von Michael Neyses zur Fraktion der Grünen am 26. Januar 2015 bestand die Fraktion bis zum Ausscheiden aus dem Landtag aus drei Mitgliedern.
Bei der Landtagswahl im Saarland 2017 erreichte die Partei 0,7 Prozent und lag damit hinter der Familienpartei (0,8 Prozent) und vor der NPD (0,7 Prozent).

### Ehemaliger Fraktionsvorsitzender
Fraktionsvorsitzender war Michael Hilberer.

### Ehemalige Abgeordnete
- Jasmin Freigang (Ehemalige stellvertretende Fraktionsvorsitzende)
- Andreas Augustin (Ehemaliger parlamentarischer Geschäftsführer)
- Michael Neyses